# Kaj Tiel Plu
Kaj Tiel Plu — каталонская группа, название которой переводится с эсперанто как «и так далее». В репертуаре группы — музыка Каталонии и Окситании разного времени (песни трубадуров, сефардов, средневековые и авторские песни, популярные танцы), а также фольклор других народов. Тексты песен переведены с языка оригинала на эсперанто.

## Состав (2007)
- Исаак Баррера-и-Вила (Isaac Barrera i Vila) — контрабас
- Карлес Вела-и-Аулеза (Carles Vela i Aulesa) — флейты, вокал
- Элена Милья Сальдон (Elena Milla Saldón) — перкуссия
- Фэрриоль Масип-и-Бонэт (Ferriòl Macip i Bonèt) — скрипка
- Анна Мария Санчес (Anna Maria Sánchez) — перкуссия
- Жузеп Мария Милья-и-Сальдон (Josep Maria Milla i Saldon) — флейта, мандолина, вокал, перкуссия
- Пау де Нут (Pau de Nut) — виолончель, вокал
- Шавьер Родон-и-Мурера (Xavier Rodon i Morera) — вокал, гитара, мандолина

Были участниками группы:
- Пэп Турдера (Pep Tordera) — гитара, вокал
- Нурия Олье (Núria Ollé) — вокал
- Льюис Боск (Lluís Bosch) — перкуссия
- Антонио Альберка (Antonio Alberca) — перкуссия
- Моника (Mónica) — вокал, тамбурин
- Роберто Лопес (Roberto López) — перкуссия
- Лус Васкес Соуто (Luz Vázquez Souto) — вокал, флейта
- Карлес Бадия-и-Боск (Carles Badia i Bosch) — бас-гитара
- Хавьер Муньос Которе (Javier Muñoz Cotoré) — скрипка

## История группы
Пэп Турдера и Шавьер Родон впервые выступили дуэтом на Международном молодёжном фестивале эсперантистов в Кастельфранко в 1986 г. После этого были отдельные выступления на молодёжных мероприятиях в Венгрии, Голландии, Франции, Испании. Тем временем в группе появились ещё два участника: Жузеп-Мария Милья и Карлес Вела. Образовавшаяся группа (она называлась «Kordoj» («Струны»), «Kataluna kvaropo» («Каталонская четвёрка»), «Kaj Tiel Plu») дала несколько концертов. В 1989 г. был выпущен первый сборник каталонских песен «Fajreroj» («Искры»). Из-за отъезда Пепа в США в 1992—1998 гг. выступлений не было. Группа возродилась к 83-му Всемирному конгрессу эсперантистов в Монпелье в 1998 г., она часто даёт концерты, выпустила три альбома.

## Дискография
- Sojle de la klara temp' (A l’entrada del temps clar) (2000) выпущен Vinilkosmo Архивная копия от 31 января 2006 на Wayback Machine
  1. Cantiga
  2. Kiam najtingalo kantas (Quan el rossinyolet canta)
  3. Sojle de la klara temp' (A l’entrada del temps clar)
  4. Malfermu belulino (Avrix mi galanica)
  5. Al fianĉ' (Ŝir Naŝir)
  6. Adiaŭ birdeto mia (Adéu polleta d’aigua)
  7. La pasero (El pardal)
  8. La brasikoj (Eths caulets)
  9. En la fronto de Gandesa (En el frente de Gandesa)
- Plaĉas al mi (Tant m’abelís) (2004) выпущен Vinilkosmo
  1. Ni kunvenas (Cuncti simus)
  2. Ursa polko (Polca de l’ors)
  3. Plaĉas al mi (Tant m’abelís)
  4. Ĵulieto (Julieta)
  5. La kato kaj la fripono (La gata i el belitre)
  6. Balhano el Salardú (Balhano de Salardú)
  7. Joan del Riu
  8. La aventuro (L’aventura)
  9. Mi volus esti dianto (Voldria tornar bellveure)
  10. Okcitana skotiŝo (Escòtish occitan)
  11. Kial ploras ci blanka knabino (Porke llorax)
  12. Brilas roso en mateno (Sa serena cau menuda)
  13. Kalkan' fingro (Punta i taló)
  14. La karcer' de Lleida (La presó de Lleida)
  15. Vane fikajeras (Van a fer culleres)
  16. Anda ĥaleo (Anda jaleo)
- Surplacen venu vi (Sus la plaça venetz) (2009) выпущен Vinilkosmo
  1. Nun oni povas scii kaj pruvi (Ara pòt òm conóisser e proar)
  2. La violonisto (Lo violonaire)
  3. Tajlorino el Balaguer (La modista de Balaguer)
  4. La aĉetoj de l’ rabeno (Las compras del rabino)
  5. Skotiŝo el Aŭvernjo (Xotis d’Alvèrnia)
  6. Joan de La Reula
  7. Ho, Marijana (O Marijana)
  8. UIAE
  9. Pluf’ tizen’ tizen’ (Pluf tizen tizen)
  10. Turto havas naŭ plumetojn (La perdiu té nou plometes)
  11. Ĉampanjo (La Xampanya)
  12. Granda cirklo (Cercle circassià)
  13. Bruna oni nomas min (Morena me yaman)
  14. Edziniĝu al mi Roseta (Te vòs maridar Roseta)
  15. Kanto pri la defendo de Madrido (Coplas a la defensa de Madrid)

### Рецензии
- Andrej Peĉonkin. Nun kleru kaj dancu (эсп.) // La Ondo de Esperanto : журнал. — 2010. — No. 3 (185). — P. 19. Архивировано 25 июля 2021 года. Рецензия на альбом Surplacen venu vi.
- Glebo Malcev. Plaĉos al ĉiuj… (эсп.) // La Ondo de Esperanto : журнал. — 2005. — No. 2 (124). Архивировано 7 мая 2021 года. Рецензия на альбом Plaĉas al mi.
- Anna kaj Mati PENTUS. Katalunio, Okcitanio Kaj Tiel Plu (эсп.) // Monato : журнал. — 2005. — Decembro. — P. 23. Архивировано 26 июля 2021 года. Рецензия на альбом Plaĉas al mi.